# Loviisa
Loviisa (in svedese Lovisa) è una città finlandese di 14568 abitanti, situato nella regione dell'Uusimaa. Fino al 2011 apparteneva alla regione dell'Uusimaa Orientale in seguito soppressa.
Dal 2010 comprende anche gli ex comuni di Pernaja, Ruotsinpyhtää e Liljendal.

## Storia
Il nome Loviisa le venne attribuito nel 1752 dalla regina di Svezia Lovisa Ulrika (anche se in questa baia esisteva un insediamento già da almeno un secolo).
Quando gli svedesi cominciarono a perdere città sedi di guarnigioni nella parte orientale, cercarono di correre ai ripari fortificando rapidamente Loviisa, ma nel 1755 dovettero cederla ai russi.
Nel XVIII secolo Loviisa era una delle tre città finlandesi autorizzate a intrattenere traffici commerciali con l'estero e nell'Ottocento diventò una fiorente località termale e portuale, ma durante la Guerra di Crimea fu devastata dal fuoco, conseguentemente oggi rimane ben poco della città vecchia originale.

## Società

### Lingue e dialetti
Le lingue ufficiali di Loviisa sono il finlandese e lo svedese, e 3,1% parlano altre lingue.
| %     | Ripartizione linguistica (gruppi principali) |
| ----- | -------------------------------------------- |
| 42,2% | madrelingua svedese                          |
| 54,7% | madrelingua finlandese                       |